# Gauscelin de Jean
Gauscelin de Jean (Cahors, 1263 circa – Avignone, 3 agosto 1348) è stato un cardinale, vescovo cattolico e diplomatico francese.

## Biografia
Gauscelin de Jean (il cui nome è riportato in numerose varianti nelle fonti) nacque a Cahors, nel regno di Francia, attorno al 1263 da Bertrand de Jean, mercante caorsino, e Marguerite Duèze, sorella di Jacques-Arnaud Duèze, futuro papa Giovanni XXII.
Laureato in legge, compare nelle fonti per la prima volta nel 1312, quando era già canonico del capitolo della cattedrale di Reims e auditore delle cause del Palazzo apostolico. La svolta nella sua carriera ecclesiastica giunse con l'elezione di suo zio al soglio di Pietro nell'agosto 1316; il nuovo pontefice infatti già nel dicembre dello stesso anno elevò il nipote al cardinalato concedendogli il titolo dei Santi Marcellino e Pietro. Nell'anno successivo gli concesse altre numerose cariche con relativi privilegi, tra cui quelle di arcidiacono di Northampton, di vice-cancelliere di Santa Romana Chiesa, di tesoriere di Lichfield e di prebendario di Driffield e Louth.
Sempre nel 1317 fu inoltre inviato come legato a latere nelle isole britanniche insieme al cardinale Luca Fieschi per cercare di mediare una pace nella guerra tra Scozia e Inghilterra. Una volta giunti in Scozia tuttavia, i due prelati furono accusati di patteggiare per gli inglesi e furono quindi arrestati e privati di tutti i loro averi, compresi i vestiti che indossavano. Questo fu uno dei motivi, insieme agli attacchi lanciati su suolo inglese dall'esercito scozzese, che spinsero papa Giovanni XXII a lanciare l'interdetto sul regno di Scozia e l'anatema contro re Roberto I, spronando al contempo Edoardo II d'Inghilterra a prendere nuovamente le armi contro la Scozia per punire i colpevoli.
Nel 1319 fu inviato in una nuova missione per favorire una pace nella guerra tra il regno di Francia e la contea delle Fiandre che si trascinava da quasi vent'anni. La missione ebbe stavolta esito positivo, producendo un accordo di pace tra le due parti che fu sancito con il matrimonio tra Margherita di Borgogna, figlia di re Luigi V di Francia, e Luigi di Nevers, nipote del conte Roberto III di Fiandra.
Nel 1322 fu tra coloro che furono chiamati dal papa a pronunciarsi sulla disputa sulla povertà apostolica, esprimendo voto contrario alle posizioni degli Spirituali. Il 5 dicembre 1326 fu chiamato, insieme ai cardinali Giacomo Stefaneschi e Vital du Four (poi sostituito da Guillaume Pierre Godin), a formare la prima commissione per valutare la causa di canonizzazione di Nicola da Tolentino. Nel 1327 fu nominato vescovo e gli fu assegnata la sede suburbicaria di Albano e nel 1332 fu nominato penitenziere maggiore. Sotto il nuovo pontefice Benedetto XII fu inoltre nominato arcidiacono prima di Carpentras e poi di Aix.
Attorno al 1330 decise di far erigere nelle tenute di famiglia di Les Junies una prioria per suore domenicane alle dipendenze del monastero di Prouille: ottenuti i permessi già da papa Giovanni XXII, la costruzione ebbe inizio attorno al 1335; tuttavia il cardinale non riuscì a vederne il completamento, poiché morì ad Avignone il 3 agosto 1348 all'età di 85 anni.
La chiesa della prioria da lui costruita, in seguito dedicata a San Pietro in Vincoli, è stata riconosciuta come monumento storico nel 1920. Il resto del convento ha ricevuto il medesimo riconoscimento nel 1995.

## Conclavi
Il cardinale Gauscelin de Jean partecipò a un solo conclave di quelli che si svolsero durante il suo cardinalato:
- Conclave del 1334, che elesse papa Benedetto XII

## Successione apostolica
La successione apostolica è:
- Arcivescovo Domenico Luccari (1328)
- Vescovo Sergio I di Cattaro (1328)
- Vescovo Giovanni Marino (1329)
- Arcivescovo Gondisalvo Bonihominis (1331)
- Vescovo Hellembert † (1331)
- Vescovo Guillaume d’Alzonne de Marcillac, O.S.B. (1333)
- Vescovo Bertrand du Mas (1335)
- Vescovo Nicolas , O.S.B. (1341)
- Vescovo Giovanni d'Arkel (1342)
- Vescovo Alfonso Buonomo, O.P. (1344)
- Vescovo Pierre, O.P. (1345)